# Ange Pitou
Ange Pitou é um romance histórico de Alexandre Dumas. É a terceira parte de uma série de livros intitulada "Memórias de um Médico" que é precedida por Joseph Balsamo, O Colar da Rainha e seguida por A Condessa de Charny. Foi escrito em colaboração com Auguste Maquet e apareceu sob forma de folhetim no jornal La Presse entre 1850 e 1851. A coleção enfoca a série de acontecimentos que dão origem e deflagram a Revolução Francesa, desde a chegada de Maria Antonieta à França para seu casamento com o delfim Luís, mais tarde rei Luís XVI. Este livro abrange o período entre a Queda da Bastilha, em 14 de Julho de 1789 e a invasão do Palácio de Versailles pelo povo e a consequente mudança da família real francesa para o Palácio das Tulherias, em Paris, em outubro do mesmo ano.

## Contexto histórico
Apesar de a ação fictícia se iniciar antes, os fatos históricos têm início com a chegada do personagem-título a Paris, na noite de 12 para 13 de Julho de 1789. A ação começa realmente aí, acompanha a Queda da Bastilha, mostra os efeitos desse fato não só em Paris mas nas províncias mais distantes e segue o curso da História até a transferência de Luís XVI, Maria Antonieta e seus filhos para o palácio das Tulherias. Enfoca assim o período em que as ações políticas da França começam a passar das mãos da monarquia para as mãos dos políticos e do povo francês.

Tomada da Bastilha, por Jean-Pierre Houël.

## Sinopse

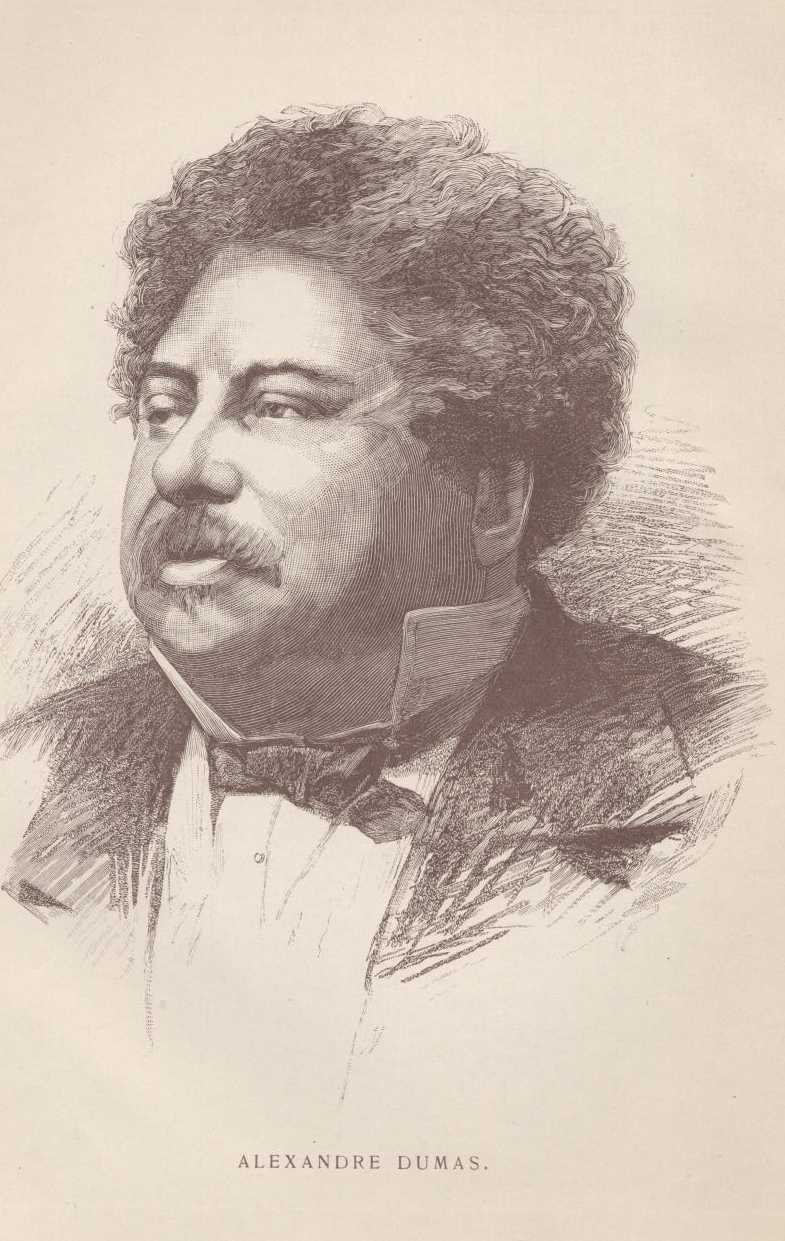
Alexandre Dumas

A história de Ange Pitou começa com a chegada de Gilbert à França, vindo dos Estados Unidos. Este personagem, um dos centrais do romance Joseph Balsamo, que abre esta coleção, foi considerado morto nos capítulos finais do livro, mas na verdade, migrou para a América onde formou-se médico, seu grande sonho. Seguindo também o caminho antes trilhado por seu mentor, Joseph Balsamo (Cagliostro), tornara-se maçom e iluminista, além de filósofo, traço que já possuia desde os tempos em que trabalhara como aprendiz de Jean Jacques Rousseau. No entanto, o Dr. Gilbert, tão logo põe os pés em solo francês, é preso e encaminhado à Bastilha.
Ao mesmo tempo, na aldeia de Villers-Cotterêts, um cofre confiado por ele ao fazendeiro Billot é roubado sem motivo aparente. Tendo conhecimento do retorno do Dr. Gilbet, Billot deixa a aldeia e parte para Paris, a fim de comunicar o acontecido. Billot é acompanhado por Ange Pitou, um rapaz pobre da aldeia de 18 anos, apaixonado pela filha do fazendeiro, Catherine, que espera, com este gesto, cair nas graças do desejado futuro sogro. O que Pitou desconhece é que o coração de Catherine já foi entregue a um jovem nobre da região, Isidore de Charny.
Billot e Pitou chegam a Paris no dia 13 de julho de 1789 e encontram a cidade agitada, à beira de uma revolta e maciçamente patrulhada pelo exército. O povo de Paris, já bastante irritado pela crise financeira que abala a França, e vendo a miséria bater à porta, revolta-se ainda mais ao saber que o Ministro das Finanças, Jacques Necker, condescendente com relação aos Estados Gerais, fora dispensado pelo rei Luís XVI em 11 de julho, justamente devido a essa condescendência.

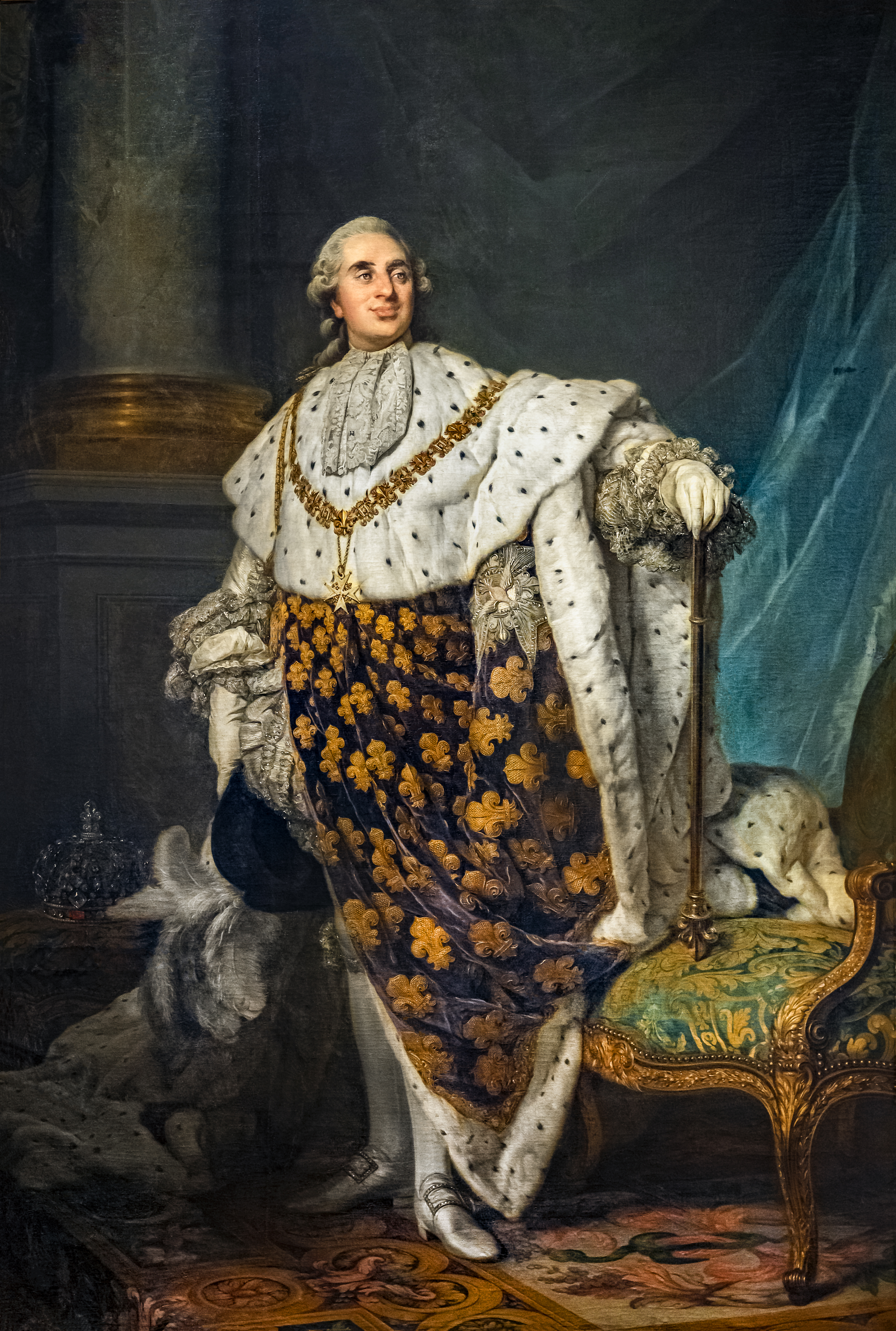
Luís XVI

Ora, Billot, ao mesmo tempo, toma conhecimento, através do filho de Gilbert, Sébastien, interno em um colégio de Paris, da prisão do amigo. Junta-se então, com Pitou, ao grupo de revoltosos, invade a Bastilha e resgata o Dr. Gilbert.
Em suas diligências, Gilbert descobre que sua prisão fora solicitada pela Condessa de Charny, pertencente ao séquito da rainha Maria Antonieta. Gilbert consegue então ser indicado como um dos médicos que atende ao rei Luís XVI e, frequentando Versailles, descobre enfim a verdadeira identidade da Condessa. Ela é Andrée de Taverney, sua antiga patroa, mãe involuntária de seu filho Sébastien, retirado por Gilbert ainda bebê dos braços da mãe (fatos descritos no primeiro tomo da série, Joseph Balsamo). Andrée casara-se com Olivier de Charny, irmão de Isidore, para salvar a reputação da rainha, já bastante abalada como consequência do Caso do Colar, que apaixonara-se pelo Conde de Charny, sendo por ele correspondida. Andrée ama também o marido mas já não acredita mais em felicidade depois de todas as tragédias que marcaram sua vida.
Gilbert, através do mesmo magnetismo usado antes por Joseph Balsamo, leva Andrée ao transe e recupera o cofre roubado que contém provas contra a Condessa.
Gilbert percebe que a indecisão do rei e a indignação altiva da rainha podem por a perder a realeza já claudicante e aumentar ainda mais a revolta popular. Tenta então aconselhar ao rei e à rainha, auxiliado pelo pai Billot e pelo Conde de Charny, que revela ser um nobre consciente e atento ao momento gravíssimo que a monarquia e a nobreza francesas atravessam. O orgulho ferido de Maria Antonieta, 
que começa a perceber um distanciamento cada vez maior do amado e uma aproximação também cada vez maior de Charny em direção a sua esposa, Andrée, torna-a péssima conselheira com relação a seu próprio marido, o rei Luís XVI.
A situação torna-se cada vez mais grave o que convence Gilbert a mandar seu filho para o interior, mais precisamente para Villers-Cotterêts, na companhia de Ange Pitou, amigo de infância do filho.
Aqui a ação se divide: enquanto uma vertente acompanha os fatos decisivos que se desenrolam em Paris e Versailles, outra segue os passos dos dois jovens, principalmente os de Ange Pitou que, ao chegar a Villers-Cotterêts, envolve-se na criação de um braço da Guarda Nacional em sua cidade.

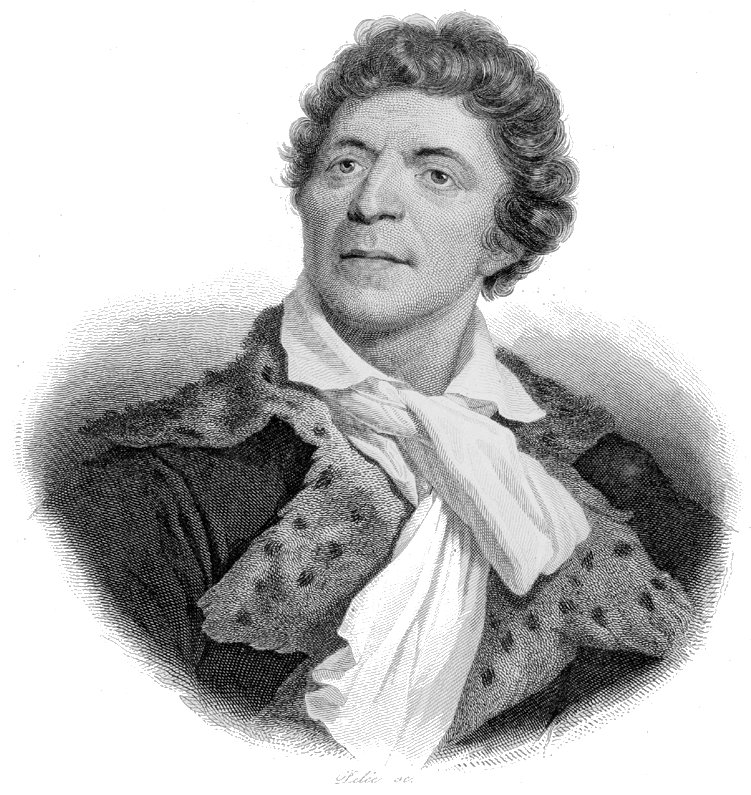
Jean Paul Marat

Chega a noite de 5 para 6 de outubro de 1789. Uma parcela mais inflamada do povo parisiense, alimentados pela fome e pelo ódio aos nobres e comandados por extremistas políticos , entre os quais se destaca Marat, deixa a cidade e encaminha-se em marcha desordenada para o Palácio de Versailles. Lá chegando e não conseguindo ser contida pelas tropas de serviço, invade o palácio, saqueiam o que podem e chega até os aposentos reais, onde é contida por Gilbert, Billot, Georges de Charny (irmão de Olivier e Isidore) e pelo Marquês de La Fayette. Na luta que se segue, Georges de Charny é morto.
Percebendo que a família real corre a partir daquele momento perigo de vida, o que torna uma tragédia praticamente palpável, Olivier resolve chamar seu irmão Isidore para que venha a Paris auxiliá-lo na tarefa de proteger o rei, a rainha e seus filhos.
O livro termina com a partida de Isidore de Charny para a capital da França enquanto sua amada, Catherine, é encontrada por Pitou desacordada na estrada que leva de Villers-Cotterêts a Paris.

### Personagens históricas que aparecem no livro
- Luís XVI • Maria Antonieta • Jean Paul Marat • Jacques Necker • Madame de Staël • Marquês de La Fayette • Stanislas-Marie Maillard
- O próprio personagem-título, Ange Pitou, baseou-se no contrarrevolucionário francês Louis Ange Pitou, que realmente existiu. No entanto, como o livro Ange Pitou marca o fim da associação entre Dumas e Maquet, sendo que este é quem havia levantado os dados sobre o personagem, o fictício Ange Pitou descrito no livro nada tem a ver com o Louis Ange Pitou real.

## Considerações finais
- O planejamento inicial de Alexandre Dumas para o livro Ange Pitou era de que fosse bem mais abrangente e volumoso. No entanto, o autor teve que reduzir a obra por motivos até certo ponto políticos, envolvendo a censura da época. Sente-se ao lê-lo, de forma perceptível, os cortes que a ação teve que sofrer. O livro tem inclusive uma conclusão abrupta.
- Com o lançamento posterior de A Condessa de Charny, quarto volume da série, vários hiatos existentes em Ange Pitou são esclarecidos e a ação é retomada e concluída a contento.
- Ao contrário de outras obras de Alexandre Dumas, onde a tragédia é sempre mesclada com situações de farsa e comédia (como, inclusive, nos livros anteriores desta obra), a partir de Ange Pitou e mais profundamente em A Condessa de Charny, não há muito espaço para o riso, nem mesmo para o sorriso. Como os fatos descritos neles, o tom dos volumes passa a ser bem mais sombrio. São talvez estes os dois livros mais tristes e trágicos do autor.Referências

1. ↑  «¿Trajeron los conquistadores normandos la voz». La Vanguardia. 16 de outubro de 2017. Consultado em 27 de dezembro de 2018
2. ↑  «Alexandre Dumas >». www.dumaspere.com. Consultado em 27 de dezembro de 2018